# Postenan
Postenan – wieś położona w południowo-wschodniej części Albanii w gminie Qendër Leskovik. Wieś znajduje się 141 kilometrów od stolicy państwa, Tirany.

## Ludzie urodzeni w Postenan
- Jani Vreto, albański poeta, publicysta i działacz narodowy